# Chevalier (film, 2001)
Pour les articles homonymes, voir Chevalier.
Pour plus de détails, voir Fiche technique et Distribution.
Chevalier (A Knight's Tale) est une comédie médiévale américaine réalisée par Brian Helgeland et sortie en 2001.
Le film tire son titre original du Conte du chevalier, faisant partie du recueil Les Contes de Canterbury de Geoffrey Chaucer, écrivain et poète des années 1340 que l'on retrouve parmi les personnages du film. L'intrigue du film est cependant différente.
L'histoire est racontée dans un style anachronique avec de nombreuses références modernes. On y suit un paysan qui se fait passer pour un noble chevalier et devient un champion de joute, montrant comment un individu d'extraction modeste peut être anobli pour son courage et sa générosité.

## Synopsis
Au Moyen Âge, on ne peut accéder au rang de chevalier que si l'on est déjà de noble extraction. Modeste écuyer anglais, William n'ignore rien de cet usage mais cela ne l'empêche pas de rêver à une meilleure condition. Aussi, lorsque son seigneur vient à trépasser au cours d'une joute, le jeune garçon enfile son armure ainsi que son heaume afin de ne pas être reconnu et termine le combat de son maître remportant ainsi le tournoi.
Après avoir convaincu ses deux amis, Roland le raisonnable et Wat un fier bagarreur eux aussi au service de son défunt maître, William s'entraîne inlassablement pour remporter le tournoi de Rouen qui a lieu un mois plus tard. En chemin, il rencontre Geoffrey Chaucer, un écrivain itinérant nu qui déclare avoir été dépouillé par des brigands et qui convainc William de l'habiller et de l'engager en échange de faux titres de noblesse requis pour participer au tournoi de Rouen.
Ainsi William se forge de toutes pièces un passé noble, une généalogie flatteuse et une nouvelle identité avec l'aide de Geoffrey qui utilise ses compétences d'orateur et de rédacteur pour se faire passer pour un héraut d'armes. C'est sous le nom d'Ulrich von Liechtenstein du Gelderland que William s'inscrit au tournoi de Rouen.
Lors du tournoi William gagne plusieurs combats et rencontre Kate, une femme forgeron qui lui répare son armure. Il découvre aussi le vice de Geoffrey qui se retrouve une nouvelle fois dans une situation délicate après avoir engagé les futurs gains de William au tournoi. William fait aussi la rencontre de Jocelyne, une jeune et jolie aristocrate et joute contre Sir Thomas Colville, qui se retire du tournoi après avoir été blessé par William, bien qu'ils échangent une passe cérémoniale afin que Colville puisse conserver l'honneur de n'avoir jamais échoué à terminer un combat. William est néanmoins défait en finale par Adhémar d'Anjou, un noble et chef militaire français qui devient son rival de tournoi mais aussi dans le cœur de Jocelyne. Après l'avoir vaincu Adhémar humilie un peu plus William avec cette phrase : "Tu as été pesé, mesuré et jugé insuffisant".
Après sa défaite, William entraîne Kate à sa suite et elle lui forge une nouvelle armure bien supérieure à l'ancienne et bien plus légère. Lors du tournoi suivant, Adhémar et William sont tous deux désignés pour affronter Sir Thomas Colville, mais ils découvrent qu'il s'agit en réalité du prince Edward, l'héritier présomptif du trône d'Angleterre. Ne voulant pas risquer de le blesser, Adhémar se retire ; mais William choisit de jouter contre Edward malgré tout et s'adresse à lui par son nom, gagnant ainsi davantage son respect.
Adhémar est appelé à la bataille de Poitiers, et William remporte plusieurs victoires en son absence. William prouve son amour pour Jocelyne en se conformant à ses demandes : d'abord en perdant volontairement, contrairement aux chevaliers qui promettent de gagner au nom de leur dame, ce qui désespère ses compagnons qui avaient parié sur sa victoire puis, juste avant d'être éliminé, en remportant finalement le tournoi.
Le groupe se rend ensuite à Londres pour le championnat mondial. William se souvient avoir quitté son père pour devenir écuyer de Sir Hector et apprendre à devenir chevalier, dans l'espoir de "changer son destin". Adhémar arrive également à Londres et annonce être en négociations avec le père de Jocelyne pour obtenir sa main. William domine le tournoi, mais il est vu rendant visite à son père, désormais aveugle, par Adhémar. Celui-ci alerte les autorités sur la véritable identité de William qui refuse de fuir avec Jocelyne et ses compagnons pour éviter la prison.
William est arrêté, et emprisonné, il reçoit des coups d'Adhémar qui lui répète à nouveau cette phrase : "Tu as été pesé, mesuré et jugé insuffisant". Mis au pilori, William est défendu par ses amis contre la foule hostile. Alors que la tension atteint son comble, le prince Edward se découvre et sort de l'anonymat. Il reconnaît l'honneur de William ainsi que sa capacité à inspirer une grande dévotion chez ses amis, une qualité digne des principes de la chevalerie. Edward annonce alors que William descend en réalité d'une ancienne famille noble et le fait chevalier sous le nom de "Sir William". Il affirme que, en tant que prince royal, sa parole est "incontestable".
William retourne au tournoi pour affronter Adhémar lors du match final, mais Adhémar triche en utilisant une lance illégalement aiguisée, blessant grièvement William. Lors de la dernière passe, William est en retard de deux lances et doit désarçonner Adhémar pour gagner. Il demande à être débarrassé de son armure pendant que Chaucer gagne du temps en récitant l'introduction de William qu'il avait omise auparavant. Incapable de tenir la lance à cause de ses blessures, William demande à Wat de l'attacher à son bras. Finalement, il s'élance contre Adhémar, avec son père et Jocelyne parmi les spectateurs. Criant son vrai nom en chargeant, il projette Adhémar au sol ; Adhémar a alors une vision de William et de ses amis lui disant avec dérision qu'il a été "pesé, mesuré et jugé insuffisant". Avec ce dernier coup, William remporte le championnat mondial. Pendant les célébrations qui suivent, alors que Jocelyne et William s'embrassent, Chaucer remarque qu'il devrait écrire un récit de ces événements.

## Fiche technique
Sauf indication contraire ou complémentaire, les informations mentionnées dans cette section proviennent du générique de fin de l'œuvre audiovisuelle présentée ici.
- Titre francophone : Chevalier
- Titre original : A Knight's Tale
- Réalisation et scénario : Brian Helgeland
- Musique : Carter Burwell
- Direction artistique : Tony Burrough
- Costumes : Caroline Harris
- Photographie : Richard Greatrex
- Effets spéciaux : Terry Glass
- Société d'effets spéciaux : The Mill
- Montage : Kevin Stitt (Monteur) (en)
- Production : Brian Helgeland, Tim Van Rellim et Todd Black
- Sociétés de production : Columbia Pictures, Escape Artists et Finestkind
- Société de distribution : Columbia Pictures
- Budget : 65 000 000 $[1]
- Pays d'origine :  États-Unis
- Langue originale : anglais
- Format : Couleurs - 2,35:1[2] - Son Dolby Digital / DTS / SDDS - 35 mm[2]
- Genre : comédie médiévale
- Durées : 132 minutes, 144 minutes (version longue)
- Dates de sortie[3] : 
  - États-Unis, Canada : 11 mai 2001
  - Belgique : 12 septembre 2001
  - France : 14 novembre 2001
  - Tout est véritablement véritable

## Distribution
- Heath Ledger (VF : Philippe Valmont) : William Thatcher
- Paul Bettany (VF : Nicolas Marié) : Geoffrey Chaucer
- Shannyn Sossamon (VF : Julie Dumas) : Jocelyn
- Rufus Sewell (VF : Guillaume Orsat) : le comte Adhemar d'Anjou
- Mark Addy (VF : Jean-François Aupied) : Roland
- Alan Tudyk (VF : Constantin Pappas) : Wat
- Laura Fraser (VF : Virginie Méry) : Kate, la forgeronne
- Christopher Cazenove (VF : Michel Modo) : John Thatcher

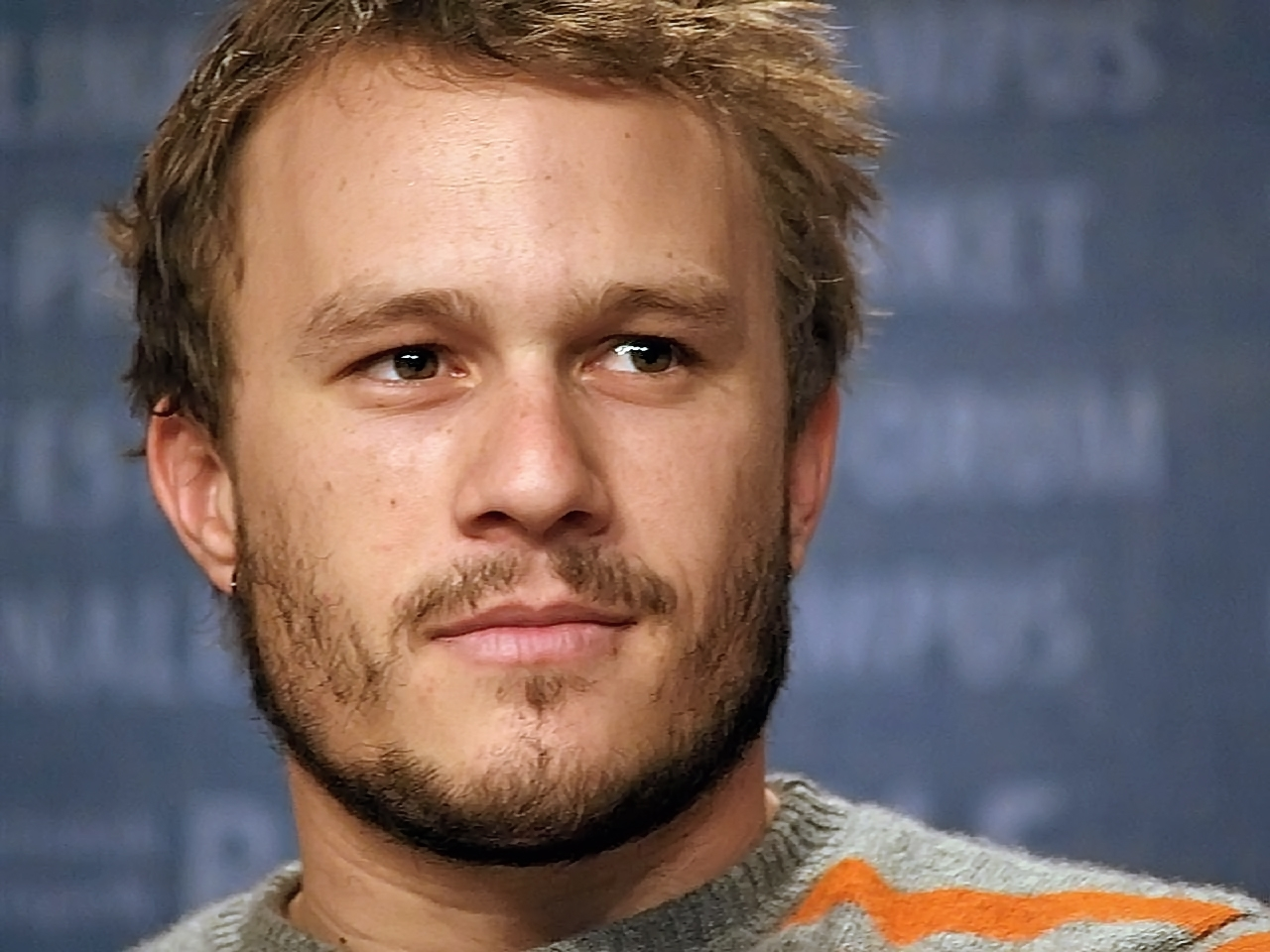
Heath Ledger interprète William, un écuyer qui se fait passer pour un chevalier.

- Bérénice Bejo (VF : Caroline Leheup) : Christiana, la dame de compagnie
- James Purefoy (VF : Bruno Magne) : Sir Thomas Colville alias Édouard le Prince noir
- Jonathan Slinger (VF : Tanguy Goasdoué) : Peter
- Nick Brimble (VF : Jean-Yves Chatelais) : Sir Ector
- Steven O'Donnell (VF : Gérard Boucaron) : Simon
- Roger Ashton-Griffiths : le vieil évêque
- David Schneider : le vendeur de reliques
- Olivia Williams : Phillipa Chaucer (scène coupée au montage)

Source VF

## Production

### Attribution des rôles
Pour le rôle principal, Brian Helgeland choisit Heath Ledger, peu connu à l'époque, après avoir vu sa performance dans The Patriot : Le Chemin de la liberté (2000) de Roland Emmerich.

### Tournage
Le film a été tourné en République tchèque, dans les studios Barrandov de Prague. Il a fallu douze semaines pour que les décors soient construits. Des sans domicile fixe tchèques sont engagés comme figurants par le biais d'une organisation locale qui leur permet de travailler. La barrière de la langue a posé quelques petits problèmes lors du tournage, dont un visible dans le film : lorsque Chaucer (joué par Paul Bettany) présente au public William (Heath Ledger), personne n'acclame le cavalier. C'est finalement Roland (Mark Addy) qui provoque l'ovation en donnant un signal. En fait, aucun figurant n'avait compris le texte dit par Bettany, ce qui a entraîné ce mutisme. Addy a donc improvisé pour les faire réagir. Brian Helgeland considère la scène meilleure que ce qu'elle aurait dû être et décide de ne pas la changer.
Les scènes de joute ont été réalisées par Allan Graf, le réalisateur de la seconde équipe. On repère facilement dans le film les scènes tournées par cette équipe : la coupe après les gros plans des acteurs qui abaissent la visière de leur heaume pour se diriger vers la lice marque le point de départ de ce qui a été filmé par Allan Graf (hormis les gros plans). Ce sont de vraies joutes qui sont réalisées, mais pour la sécurité des cascadeurs, les lances en balsa ont subi des modifications afin de se briser au moindre choc. Une trentaine de chevaux, de la race Kladruber essentiellement, ont été nécessaires pour les différentes séquences. Les acteurs sont équipés d'une véritable armure, mais pour des raisons de sécurité, les cascadeurs, eux, ont dû revêtir des armures en plastique afin de ne pas se blesser lors des chutes.

### Musique
Outre les compositions originales de Carter Burwell, le film contient de nombreuses chansons rock :
- We Will Rock You interprétée par Queen
- Low Rider interprétée par War
- Takin' Care of Business interprétée par Bachman-Turner Overdrive
- Golden Years interprétée par David Bowie
- Further On Up The Road interprétée par Eric Clapton
- Get Ready interprétée par Rare Earth
- I Want to Take You Higher interprétée par Sly and the Family Stone
- The Boys Are Back in Town interprétée par Thin Lizzy
- You Shook Me All Night Long interprétée par AC/DC
- We Are the Champions interprétée par Queen + Robbie Williams

## Accueil
Il recueille 58 % de critiques positives, avec un score moyen de 5,8/10 et sur la base de 139 critiques collectées, sur le site internet Rotten Tomatoes. Il obtient un score de 66/100, sur la base de 21 critiques, sur Metacritic. En France, les critiques ont été plutôt positives, Le Nouvel Observateur évoquant de « très efficaces scènes de tournoi qui constituent le clou de ce spectacle somme toute très sympathique », Le Parisien « un divertissement plein d'humour » où Heath Ledger « fait figure de future star », Télérama « des combats qui ne manquent pas de charme et une interprétation pleine d'humour », et Première un film avec beaucoup « d'entrain et de bonne humeur ». Seul Le Monde délivre une critique négative, parlant d'un film « insignifiant » et d'une « reconstitution à la laideur confondante ».
Le film a rapporté 117 487 473 $ au box-office mondial (dont 56 569 702 $ aux États-Unis). Il a attiré dans les salles de cinéma 330 408 spectateurs en France, 281 298 au Québec, 115 575 en Belgique et 51 784 en Suisse.

## Distinctions
Source : Internet Movie Database

### Récompenses
- Golden Trailer Awards 2002 : meilleure bande-annonce d'action, meilleur acteur pour Heath Ledger, meilleure révélation pour Shannyn Sossamon, meilleure alchimie entre Shannyn Sossamon et Heath Ledger, meilleure scène de combat et meilleur méchant
- London Film Critics Circle Awards 2002 : meilleur acteur dans un second rôle pour Paul Bettany
- Taurus World Stunt Awards 2002 : meilleure cascade avec un animal pour Pascal Madura et Hardest Hit

### Nominations
- Teen Choice Awards 2001 : meilleur film d'action - drame ou aventures,
- Casting Society of America Awards 2001 : meilleur casting d'un long métrage de comédie
- World Soundtrack Awards 2001 : compositeur de l'année pour Carter Burwell
- MTV Movie & TV Awards 2002 : meilleure révélation féminine pour Shannyn Sossamon, meilleure scène de baiser et meilleure séquence musicale
- Taurus World Stunt Awards 2002 : meilleure cascade avec un animal pour Thomas DuPont

## Analyse

### Ton contemporain et anachronique

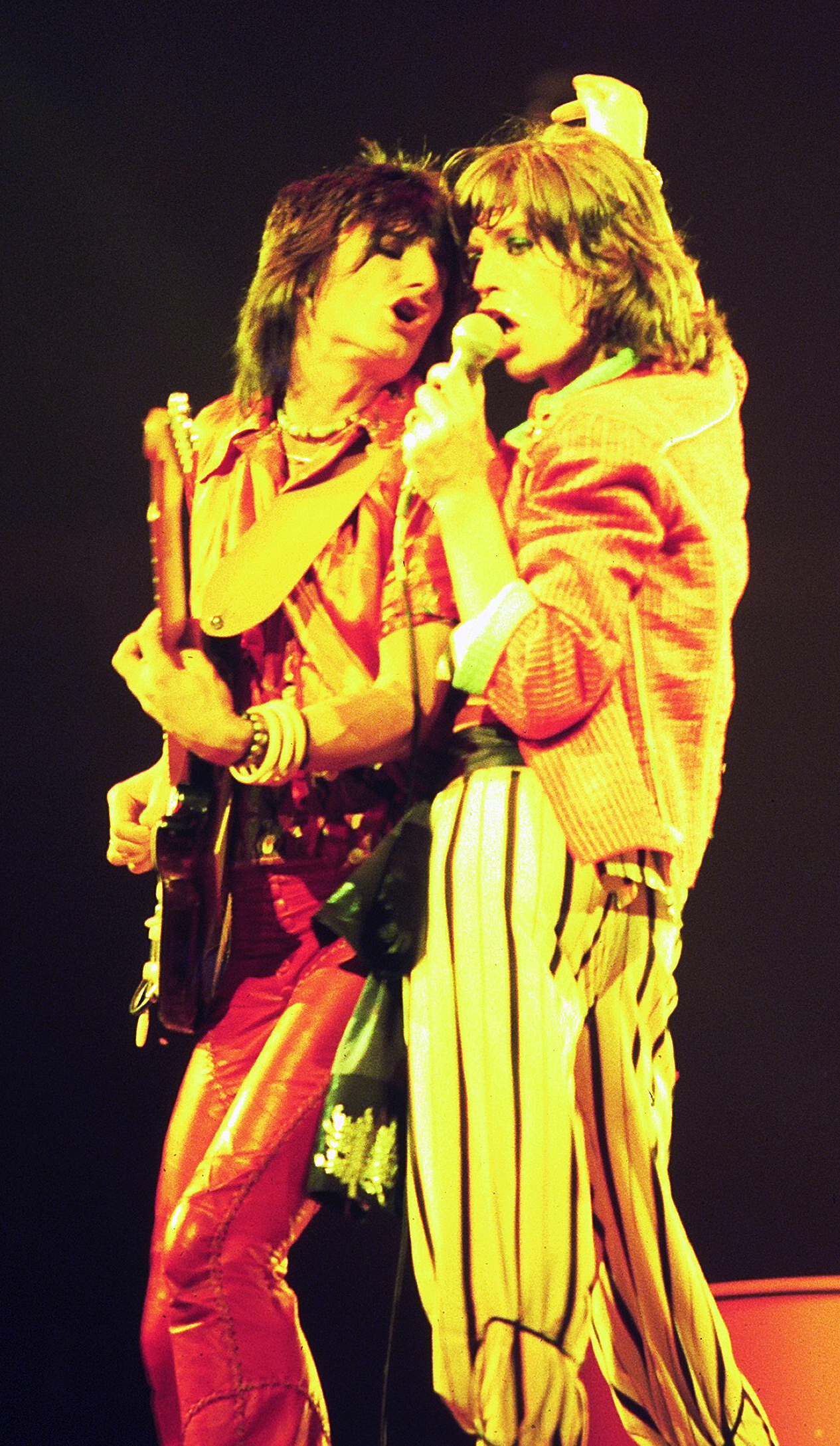
Le look des personnages est inspiré de celui des Rolling Stones (ici, Ron Wood et Mick Jagger) dans les années 1970.

Bien que le film se déroule au XIVe siècle, des chansons à succès des années 1970 constituent la bande son du film. Cet anachronisme est motivé par le choix de Brian Helgeland de mélanger l'authenticité et un style contemporain. Pour lui, Chevalier aborde les sujets de la jeunesse, de la recherche d'identité et de la liberté, qui sont l'essence du rock 'n' roll.
Tout comme les chants scandés par la foule (We Will Rock You), la musique, la scène de danse entre Jocelyn et William, les dialogues, sont contemporains. Le langage médiéval a été mis de côté afin que les spectateurs puissent s'identifier plus facilement aux personnages.
Caroline Harris, la costumière, décide dès le début que les acteurs doivent ressembler aux Rolling Stones en 1972. Les armures sont basées sur celles des joutes, mais également des équipements comme ceux du football américain, avec rembourrages aux épaules et aux hanches. Dans le même esprit, Kate la forgeronne signe ses armures d'un poinçon personnalisé, constitué de trois virgules évoquant de manière explicite le « Swoosh », logo de la firme Nike. Hasard ou non, le fondateur de Nike se nomme Philip Knight, knight signifiant « chevalier » en français,. Par ailleurs, certains logos rappellent ceux des Pontiac Firebird des années 1970.

### Clins d'oeil
Quand Chaucer introduit pour la première fois Sir Ulrich à la joute, il déclare « ...and everyone else here not sitting on a cushion ». Il s'agit d'une allusion à une phrase prononcée par John Lennon lors d'un concert des Beatles en 1963 : « For the people in the cheaper seats, clap your hands. And the rest of you, if you'd just rattle your jewelery. »